# Даниїл-Василь Кисілевський
Даниїл-Василь Кисілевський (12 лютого 1902 — невідомо) — український священник, слуга Божий греко-католицької церкви.

## Життєпис
Теологічну освіту здобув у Станиславові. Рукоположений у 1932 році. Парох у с. Рошнів на Станиславівщині; у с. Нижнів, Печеніжин, Олієво на Станиславівщині. Під час першої більшовицької окупації — у с. Лука, а в часі війни — у с. Княжне на Станиславівщині.
У 1950 роках вивезений на Сибір, де і загинув у концтаборі на Уралі.

### Беатифікаційний процес
Від 2001 року триває беатифікаційний процес прилучення о. Даниїда-Василя Кисілевського до лику блаженних.